# Niels Vendius
Niels Vendius (født 3. januar 1962) er en dansk skuespiller. Siden 2010 har han været leder af Thy Teater.

## Filmografi
- Anja og Viktor - i medgang og modgang (2008)

### Tv-serier
- Rejseholdet (2000-2003)
- Anna Pihl (2006-2007)